# Imlay City
Imlay City – miasto w Stanach Zjednoczonych, w stanie Michigan, w hrabstwie Lapeer.